# Почесні громадяни Краматорська
Нижче наведений список почесних громадян Краматорська.

## Почесні громадяни
- Базилевський Іван Іванович
- Брильов Михайло Якович
- Бугайов Антон Гаврилович
- Волошина Наталія Євгенівна
- Гаркуша В.І.
- Гаркуша Г.Є.
- Гіль А.Я.
- Горбильов Д.П.
- Древетняк Микола Іванович
- Дубенко Г.С.
- Желдак І.С.
- Золотухін О.К.
- Кобзон Йосип Давидович (позбавлений звання)
- Кривошеєв В.П.
- Крупченко Микола Миколайович
- Купріков Михайло Григорович
- Лагуткін Л.С.
- Лелюшенко Д.Д.
- Лядов Р.М.
- Масол Віталій Андрійович
- Мацегора Є.О.
- Мостовий Павло Іванович
- Нейштадт Лев Борисович
- Новосьолов Є.С.
- Панков Віктор Андрійович
- Плотніков В.А.
- Погребняк Яків Петрович
- Подлєсний В.О.
- Підопригора Я.Ф.
- Римаренко П.І.
- Рибалко М.О.
- Рижков М.І.
- Руденко В.П.
- Рябуха Олександра Зіновіївна
- Сердюк М.В.
- Скудар Г.М.
- Ткаченко І.П.
- Хохленко Людмила Іванівна
- Шаповалов М.П.
- Шейман В.М